# São João (Abrantes)
São João is een plaats (freguesia) in de Portugese gemeente Abrantes en telt 1850 inwoners (2001).